# Сальников, Александр Георгиевич
Алекса́ндр Гео́ргиевич Са́льников (род. 27 сентября 1971) — российский легкоатлет, специалист по толканию ядра. Выступал на всероссийском уровне в 1998—2012 годах, серебряный и бронзовый призёр чемпионатов России, победитель всероссийских первенств, участник ряда крупных международных стартов. Представлял Татарстан. Мастер спорта России международного класса. Преподаватель ТГГПУ.

## Биография
Александр Сальников родился 27 сентября 1971 года. Занимался лёгкой атлетикой с юных лет под присмотром своего отца Георгия Михайловича Сальникова, призёра всесоюзных первенств по пятиборью. Окончил факультет физической культуры Казанского государственного педагогического института (1992).
Первых серьёзных успехов на всесоюзном уровне добился в сезоне 1998 года, когда в толкании ядра занял седьмое место на зимнем чемпионате России в Москве и выиграл бронзовую медаль на летнем чемпионате России в Москве.
В 1999 году был пятым на зимнем чемпионате России в Москве, завоевал бронзовую награду на летнем чемпионате России в Туле.
Зимой 2000 года победил на Рождественском кубке, на первенстве Вооружённых сил и на турнире «Русская зима» в Москве, получил серебро на зимнем чемпионате России в Волгограде. Летом выиграл Кубок России в Туле, взял бронзу на Мемориале братьев Знаменских в Санкт-Петербурге, занял девятое место на летнем чемпионате России в Туле.
В 2001 году среди прочего стал бронзовым призёром на зимнем чемпионате России в Москве и серебряным призёром на летнем чемпионате России в Туле. Также был лучшим на Мемориале Знаменских в Туле и на Мемориале Владимира Куца в Москве, показал четвёртый результат на Европейском вызове по зимним метаниям в Ницце.
В 2002 году завоевал золото на Рождественском кубке в Москве и серебро на зимнем чемпионате России в Волгограде. Занял 13-е место на Европейском вызове по зимним метаниям в Пуле, четвёртое место на Мемориале Знаменских в Туле и пятое место на летнем чемпионате России в Чебоксарах.
В 2003 году вновь выиграл Рождественский кубок, стал четвёртым на «Русской зиме» и третьим на зимнем чемпионате России в Москве.
Среди наиболее значимых результатов 2004 года: четвёртая позиция на «Русской зиме», пятая позиция на зимнем чемпионате России в Москве, четвёртая на летнем чемпионате России в Туле. На Мемориале братьев Знаменских в Казани Сальников завоевал серебряную награду и установил свой личный рекорд в толкании ядра на открытом стадионе — 20,13 метра.
В 2005 году с личным рекордом в помещении 19,51 выиграл турнир «Русская зима», затем стал четвёртым на зимнем чемпионате России в Волгограде, выиграл серебряную медаль на всероссийских соревнованиях в Казани, показал пятый результат на летнем чемпионате России в Туле.
В 2006 году толкал ядро на зимнем чемпионате России в Москве и на летнем чемпионате России в Туле, но был далёк от попадания в число призёров.
В 2007 году занял четвёртое место на Кубке России в Туле, выступил на чемпионате России в Туле.
На чемпионате России 2010 года в Саранске занял в толкании ядра итоговое 13-е место.
В 2012 году отметился выступлением на чемпионате России в Чебоксарах и на этом завершил спортивную карьеру.
За выдающиеся спортивные достижения удостоен почётного звания «Мастер спорта России международного класса».
Впоследствии работал преподавателем на кафедре медико-биологических основ физического воспитания Татарского государственного гуманитарно-педагогического университета.
Жена Ольга Сальникова (Большакова) также добилась определённых успехов в лёгкой атлетике, призёр чемпионата России в барьерном беге. Сын Владислав.